# 东塘镇
东塘镇，中华人民共和国湖南省岳阳市湘阴县下属的一个镇，位于湘阴县东北部。

## 建制沿革
- 1956年，设东塘乡；
- 1958年，属前进公社；
- 1961年，设东塘公社；
- 1968年，黄甲公社并入；
- 1984年，改称东塘乡；
- 1995年，改置东塘镇。

## 行政区划
东塘镇下辖1个居委会与20个行政村：
- 东塘居委会
- 丁头坝村、曾家村、李公塘村、葛家村、三塘桥村、苏家村、伍家墩村、小桥村、白雁村、胡湾村、青竹桥村、一塘村、白水村、新桥村、花吴祠村、石涧村、枫林湖村、高粟村、翻关村、东塘村